# Шевчук Вадим Ростиславович
Вади́м «Яре́ма» Ростисла́вович Шевчу́к (нар. 1967, Київ) — художник-реставратор, лірник, бандурист та військовослужбовець. Найбільш відомий як учасник колективу «Хорея Козацька». 

## Життєпис
Народився у Києві. Батько, кандидат технічних наук Ростислав Шевчук, працював у інституті ім. Патона.
Освіту здобував у КНУКіМ (тогочасний факультет художнього дизайну) та НАОМА (факультет теорії та історії мистецтв). Від 1990-го, як художник-реставратор, став автором і виконавцем проектів настінних розписів Михайлівського Золотоверхого та Успенського соборів в Києві, Володимирського собору в Херсонесі, палацу Розумовського в Батурині. Працював над внутрішньою оздобою Успенського собору в Каневі.
Учень цехмайстра Миколи Будника у котрого з 1990-го року студіював гру на лірі та старосвітській бандурі. Займався польовими дослідженнями лірницької традиції у Старовижівському та Козелецькому районах. Є братчиком Київського кобзарського цеху. Володіє грою на колісній лірі, старосвітській бандурі, дуді, блокфлейтах та інших інструментах. Учасник ансамблю давньої музики Костянтина Чечені та гурту стародавньої музики «Хорея Козацька». Пропагував українську традиційну музику в Україні, Європі та США.
2015-го року Вадим Шевчук, згідно повідомлення Тараса Компаніченка, перебував у зоні «АТО» та долучився до лав ЗСУ. 

## Доробок
- «О, Розкошная Венеро» — в складі «Ансамблю давньої музики Костянтина Чечені» (2003)
- «Музичні діалоги. Україна-Польща» — в складі «Ансамблю давньої музики Костянтина Чечені» (2003)
- «Музичні діалоги. Україна-Англія» — в складі «Ансамблю давньої музики Костянтина Чечені» (2003)
- «Карміна Сарматіка» — в складі «Хореї Козацької» (2009)
- «Всякому городу нрав і права» — в складі «Ансамблю давньої музики Костянтина Чечені» (2012)
- «Ансамбль Давньої Музики Костянтина Чечені» — в складі «Ансамблю давньої музики Костянтина Чечені»
- «Ансамбль Давньої Музики Костянтина Чечені – II» — в складі «Ансамблю давньої музики Костянтина Чечені»